# Kurt Eccarius
Kurt Eccarius (* 5. März 1905 in Coburg; † 9. Oktober 1984 ebenda) war ein deutscher SS-Hauptscharführer, der im KZ Sachsenhausen zwischen 1942 und 1945 den Arrestbereich leitete.

## Leben
Kurt Eccarius war der Sohn des herzoglichen Kellermeisters Robert Eccarius, er hatte zwei ältere Geschwister. Nach dem 1920 erfolgten Abschluss der Mittelschule in seiner Heimatstadt absolvierte er eine Lehre zum Maschinenschlosser und war danach in diesem Beruf bei verschiedenen Betrieben tätig. Ab 1923 war er phasenweise arbeitslos und schlug sich mit Gelegenheitsarbeiten durch. Er wurde 1929 Mitglied der SS und trat zum 1. Oktober desselben Jahres der NSDAP bei (Mitgliedsnummer 154.122).

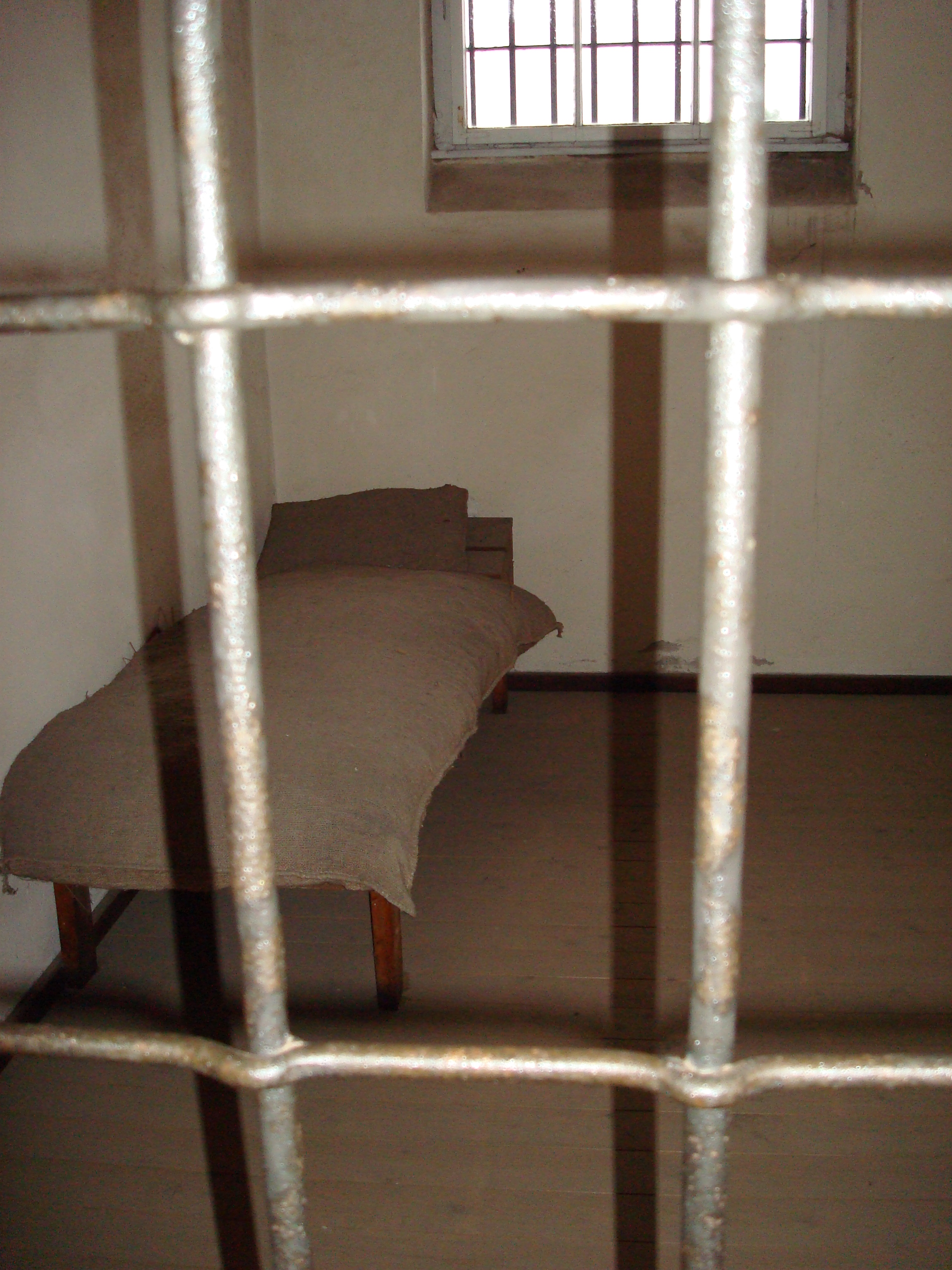
Zelle in Sachsenhausen

Nach der Machtergreifung der Nationalsozialisten war er in seiner Heimatstadt von März bis Mai 1933 Hilfspolizist und kam danach zum Wachbataillon des KZ Dachau, wo er außerhalb des Schutzhaftlagers als Ausbilder, Rechnungs- und zuletzt als Zugführer eingesetzt war. Im Juni 1936 wurde er in das KZ Columbia-Haus versetzt, wo er Schreibarbeiten für den Schutzhaftlagerführer ausführte. Ab November 1936 gehörte er dem Kommandanturstab des KZ Sachsenhausen an. Eccarius war zunächst stellvertretender Leiter und von August 1942 bis April 1945 Leiter des Zellenbaus (Lagergefängnis) im KZ Sachsenhausen, in dem unter anderem Sigismund Payne Best, Georg Elser, Martin Niemöller und Herschel Grynszpan inhaftiert waren. Eccarius wurde der schweren Misshandlung vieler Häftlinge beschuldigt.
Nach Kriegsende wurde er inhaftiert und im Berliner Sachsenhausen-Prozess vor einem sowjetischen Militärgericht mit weiteren Beschuldigten wegen der Verbrechen im KZ Sachsenhausen angeklagt. Eccarius wurde schuldig gesprochen und am 31. Oktober 1947 zu lebenslanger Haft mit der Pflicht zur Zwangsarbeit verurteilt und im Arbeitslager Workuta des Gulags inhaftiert. Aufgrund der Adenauer-Intervention kam er allerdings im Januar 1956 aus der sowjetischen Haft frei und kehrte als so genannter Nichtamnestierter und „Heimkehrer“ nach Deutschland zurück, wobei er für Westdeutschland optierte. Anschließend machte er eine Kur und war von Oktober 1956 bis November 1962 als Füller in einer Porzellanfabrik seiner Heimatstadt tätig. Ab dem 27. November 1962 musste sich Eccarius vor dem Schwurgericht in Coburg wegen der Erschießung von Häftlingen in der Nacht vom 28. auf den 29. April 1945 beim Auflösen des KZ Sachsenhausen verantworten. Er wurde wegen versuchten Totschlags in sechs Fällen am 30. November 1962 zu vier Jahren Zuchthaus verurteilt. Die Strafhöhe löste bei den Zuschauern starke Unmutsäußerungen aus.
Ein weiterer Prozess gegen Eccarius und zwei weitere Beschuldigte (Franz-Xaver Ettlinger und Kaspar Drexel) vor dem Landgericht München II u. a. wegen der Teilnahme an der Ermordung sowjetischer Häftlinge in der Genickschussanlage im KZ Sachsenhausen endete am 22. Dezember 1969 mit seiner Verurteilung zu achteinhalb Jahren Haft. Aufgrund von Haftunfähigkeit wurde Eccarius bereits nach zwei Jahren aus dem Gefängnis entlassen.